# Jean Joseph Augustin Sorbier
Pour les articles homonymes, voir Sorbier (homonymie).
Jean Joseph Augustin Sorbier, né le 12 février 1774 à Saint-Quentin-la-Poterie (Gard), mort le 21 mai 1809 à Vérone (Italie), est un général français de la Révolution et de l’Empire.

## États de service
Il entre en service le 1er avril 1793, en qualité d’élève à l’école du génie de Mézières, et il en sort lieutenant le 1er août suivant. Affecté à l’armée du Rhin, il reçoit son brevet de capitaine le 16 décembre 1793, et il est immédiatement employé à Huningue, qui vient d’être déclaré en état de siège. Après avoir mis la place à l’abri d’un coup de main, et s’être fait remarquer dans diverses reconnaissances périlleuses sur les bords du Rhin, il est envoyé en l’an III, dirigé les travaux de siège de la tête de pont de Mannheim, puis l’année suivante à Narbonne. 
En décembre 1796, il est affecté à l’armée d’Italie, et il participe au combat d’Anghiari le 15 janvier 1797. En 1798, il embarque à Toulon, pour la campagne d’Égypte, il se distingue à la Prise d'Alexandrie le 2 juillet 1798, et le 31 janvier 1799, il est nommé chef de bataillon par le général en chef Bonaparte.
Il est élevé au grade de chef de brigade provisoire le 6 janvier 1801, par le général en chef Menou, et il sera confirmé dans son grade le 16 décembre 1801. Le 24 novembre 1801, de retour en France, il devient sous-directeur des fortifications, et il est envoyé en Italie pour être employé sous les ordres de Murat et de Jourdan. Il est fait chevalier de la Légion d’honneur le 11 décembre 1803, et officier de l’ordre le 14 juin 1804.
Le 24 décembre 1805, il est aux côtés d’Eugène de Beauharnais, commandant en chef du corps de blocus de Venise, et le 11 février 1806, il commande le génie de l’armée d’Italie. Il est fait chevalier de la Couronne de fer le 1er mai 1806.
Le 2 août 1807, il est muté au 1er corps d’observation de la Gironde, et le 2 août il participe à l’expédition du Portugal. Il est promu général de brigade le 19 décembre 1807, et le 20 juin 1808, il est de retour en France. Le 17 août 1808, il retourne en Italie comme aide de camp du prince vice-roi Eugène de Beauharnais, et il est blessé le 30 avril 1809, d’une balle à la cuisse lors de la bataille de Caldiero. 
Transféré à Vérone, il meurt à la suite de cette blessure le 21 mai 1809.

## Sources
- (en) « Generals Who Served in the French Army during the Period 1789 - 1814: Eberle to Exelmans »
- Thierry Pouliquen, « Les généraux français et étrangers ayant servis [sic] dans la Grande Armée » (consulté le 11 février 2015)
- A. Lievyns, Jean Maurice Verdot, Pierre Bégat, Fastes de la Légion-d'honneur, biographie de tous les décorés accompagnée de l'histoire législative et réglementaire de l'ordre, Tome 3, Bureau de l’administration, 1844, 529 p. (lire en ligne), p. 499.
- (pl) « Napoléon.org.pl »
- Arthur Chuquet, Ordres et apostilles de Napoléon (1799-1815), paris, librairie ancienne Honoré Champion, 1911, p. 257
- Galeries historiques du Palais de Versailles, tome VI, 1840, 468 p. (lire en ligne), p. 71